# Škrlet
Škrlet, (istoznačnica: ovnek žuti, osukač, maslec) je hrvatska sorta bijelog grožđa. Nepoznata podrijetla, ali s obzirom na to da se pretežito uzgaja u podregijama Moslavini i Pokuplju (gdje je i uvrštena među preporučene kultivare), mnogi su stručnjaci skloni tvrdnji da je na tim područjima samonikla (autohtona). Vrlo je rijetka sorta. Uzgaja ga se na manje od 100 ha vinograda. Zbog toga je i nepoznat široj javnosti. Sorta je bila gotovo zaboravljena. Moslavački proizvođači vina su otprilike od osamostaljenja Hrvatske i uspjeli revitalizirati ovu autohtonu moslavačku sortu. U Moslavini je napravljen uspješni prijelaz generacija te mlađi postupno zamjenjuju roditelje, čega je primjer Udruga Škrlet Moslavina. Vodeći hrvatski vinarski znanstvenik Nikola Mirošević naglasio je da Moslavinu, domovinu škrleta, smatra posebnim terroirom. Dobivanju statusa ozbiljnih vina moslavačkim škrletima pridonijele su posljednjih godina i Decanterove medalje.
Preporučeni je kultivar vinove loze za hrvatsku vinogradarsku podregiju Moslavinu, Pokuplje i Prigorje - Bilogoru.
Prvi opis ovog kultivara objavljen je u Gospodarskom listu (u izvješću Trsovi Hrvatske), 1856. zaslugom Ljudevita Vukotinovića. Srednje je otpornosti na pepelnicu (lug) i peronosporu (plamenjaču), a dobre na sivu plijesan. Vrlo je otporan na botritis. Fungicide je lakše primjenjivati jer su grozdovo vrlo veliki i rijetki pa ne treba primjenjivati mnogo fungicida.
Sadržaj šećera u grožđu u pravilu nije visok (obično oko 16 %, a samo u dobrim godinama dostigne i 18 %), ali je zato sa sadržajem kiselina bogata (od 8 pa i do 11g/l).
Izuzetno ugodna , specifična i nježna aroma, koja asocira na bijelo voće, svježe jabuke i kruške s prizvukom vanilije, kod pojedinih uzgajivača mirisni je profil zelene lubenice, bijelog cvijeća, bijele jagode, breskve i ananasa, izraženi bouqet. Okus je svilen, srednje kiseline i izražene mineralnosti, finih alkohola, i  skladan kada je vino proizvedeno u skladu s odgovarajućim tehnološkim postupkom i iz zrela i zdrava grožđa, kojemu je proizvodnja ograničena i zaštićena u skupini kvalitetnih pod imenom moslavački škrlet, daju mu za pravo da u tom smislu napreduje i da se uskoro uvrsti među vrhunska. Pojedini proizvođači izborili su da bude vrhunsko suho bijelo vino. Ima potencijal i za kratka i srednja odležavanja do pet godina.
Boja vina je kristalno svjetložućkasta koja se prelijeva prema zelenoj. U čaši je vrlo bistro.
Najbolje se ispijanje uz sve vrste ribe i morskih jela, jela od bijelog mesa, hladne salate s tjesteninom, sve vrste gustih i krem juha;odlično se sljubljuje s jelima od bijele ribe, carpaccio, plodove mora, rižot, sushi, te jela od bijelog mesa. Veliki prijatelj hrane i mediteranske kuhinje, tjestenine i laganih rižota i vrlo je zahvalna sorta za ugostiteljstvo.
Preporučuje se servirati ga na temperaturi od 10 do 12° C.